# Пурпур

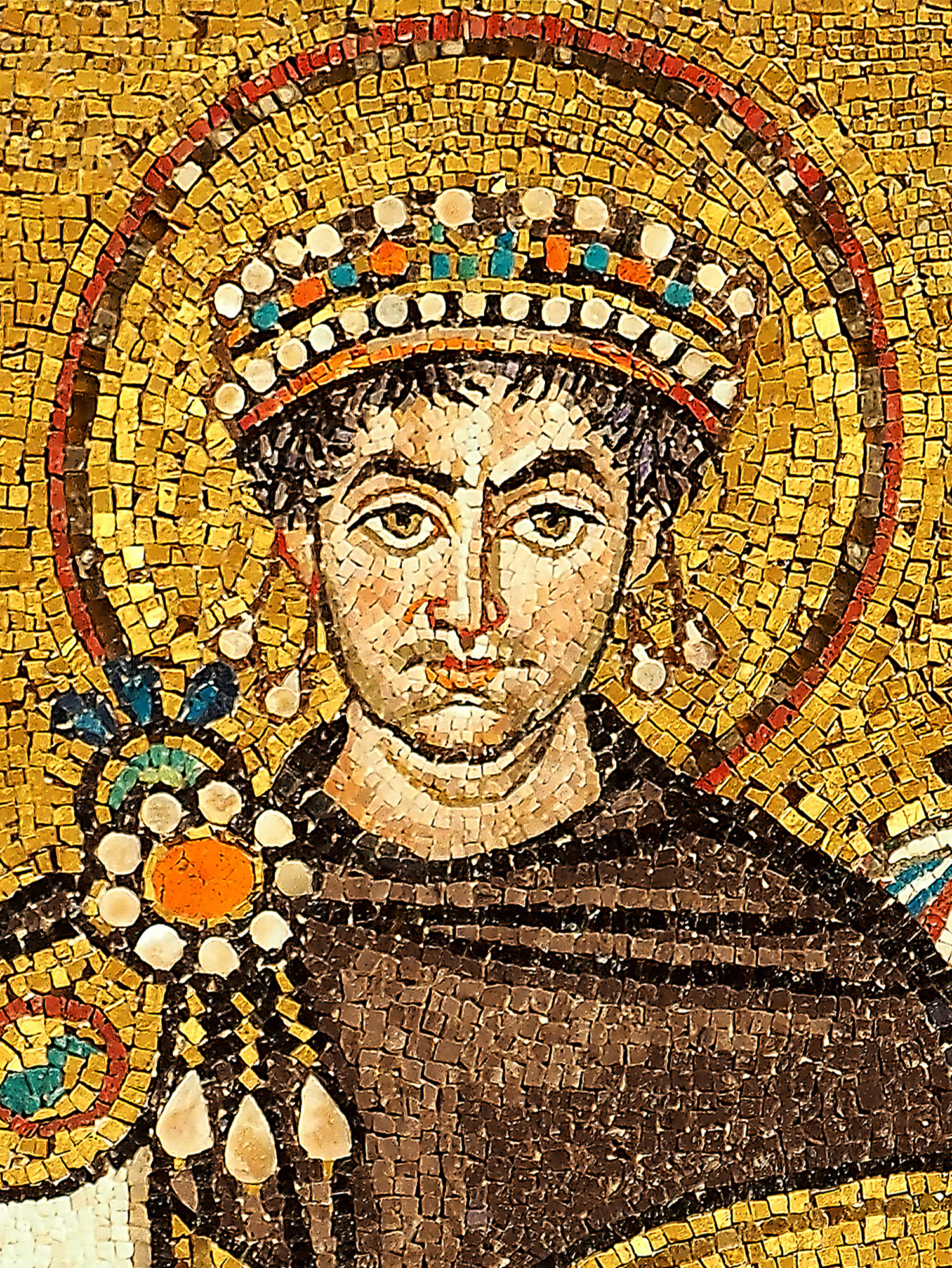
Византийский император Юстиниан I, одетый в пурпур, мозаика VI века в базилике Сан-Витале, Равенна, Италия

Пу́рпур (от лат. purpura — пурпур, греч. πορφύρα), также в античных источниках тирский пурпур — краситель различных оттенков от чёрного до тёмно-фиолетового цвета, извлекавшийся из морских брюхоногих моллюсков — иглянок.

## История и применение

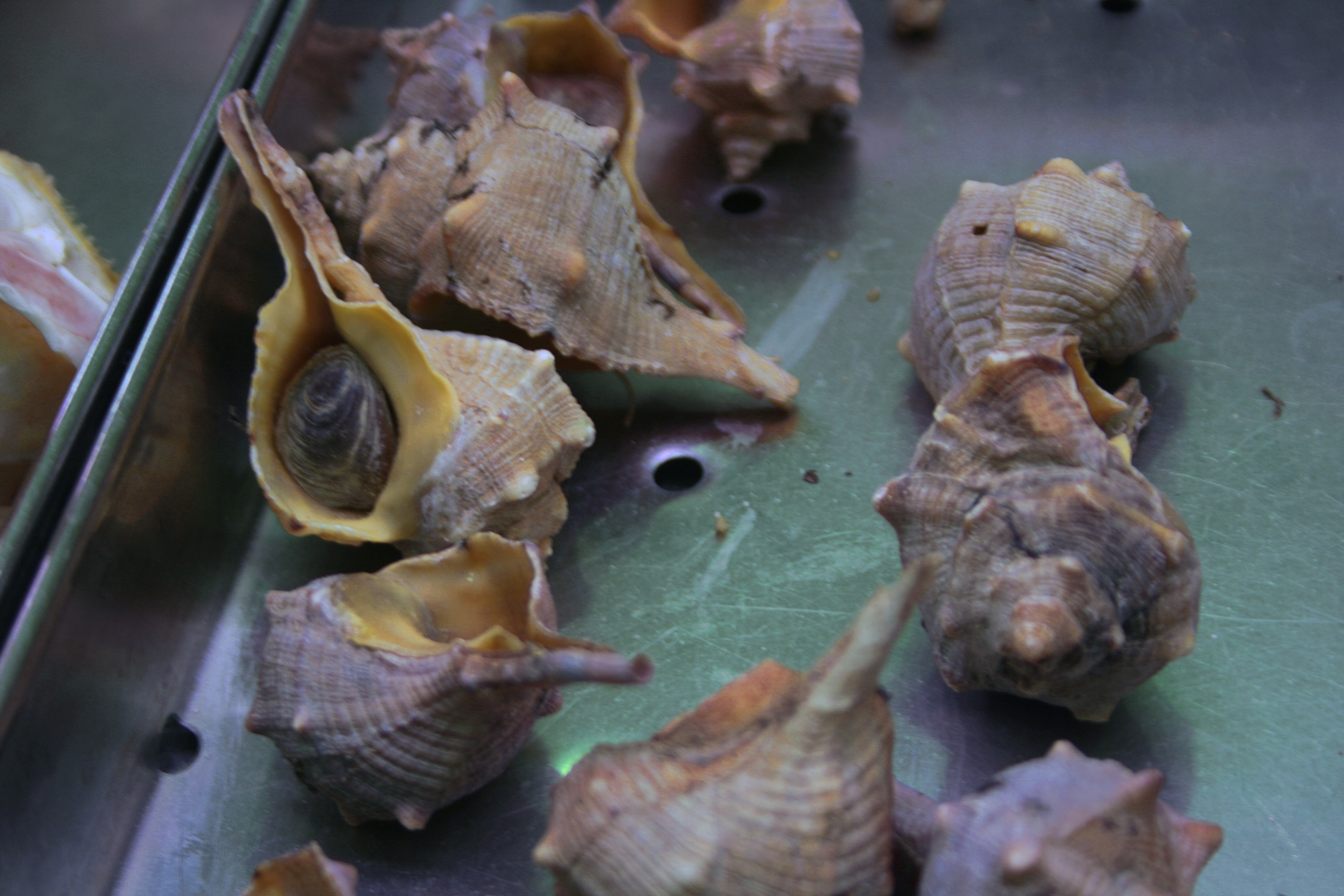
(Bolinus brandaris)

Античная традиция приписывает открытие пурпура финикийцам: само название страны «Финикия» восходит к др.-греч. φοῖνιξ — красный, багряный.
Применение отмечено уже за 1600 лет до н. э.: о его использовании упоминают древнеегипетские папирусы, Плиний Старший и другие. Пурпур извлекали из различных видов иглянок — Bolinus brandaris L., обрубленного мурекса (Hexaplex trunculus) и Thais haemastoma. В зависимости от вида моллюсков и технологии крашения ткани получали окраски различных цветов и оттенков: так, из Murex brandaris получали пурпур, дававший багряные цвета, однако в античной литературе упоминаются и окраски фиолетовых оттенков — вероятно, такой пурпур извлекался из моллюсков Hexaplex trunculus, пурпур которого представляет собой смесь пурпурного 6,6'-диброминдиго и синего индиго.
В 2021 году археологи исследовали образцы текстильных волокон, датируемые концом 11 — началом 10 века до н. э., которые обнаружили при раскопках в долине Тимна (Израиль). И  установили, что они окрашены пурпуром из морских моллюсков семейства иглянок. На тот момент это являлось  древнейшим материальным свидетельством  применения красящих веществ в одежде.
Изготовление пурпура являлось самым прибыльным промыслом Финикии и велось с большим размахом, о чём свидетельствуют сохранившиеся отходы производства. Так, в окрестностях Сайды в 1864 году была найдена огромная груда раковин, оставшихся от пурпуроносных моллюсков. Эта рукотворная стена простиралась на 120 метров в длину, а в высоту достигала 8 метров. По подсчётам исследователей, здесь содержалось свыше 200 тысяч кубометров раковин. Главными центрами пурпурной промышленности стали Тир и Сидон, но самыми красивыми считались ткани из Тира. Они же были и самыми качественными — их можно было стирать и подолгу носить, краска не линяла и не выгорала на солнце.
Тирский пурпур ценился буквально на вес золота из-за высокой себестоимости и дефицита красителя. Из 1 килограмма красителя-сырца после выпаривания оставалось всего 60 граммов красящего вещества. А для окраски 1 килограмма шерсти требовалось примерно 200 граммов пурпурной краски, то есть более 3 килограммов красителя-сырца. Чтобы получить такое количество красителя, нужно было добыть не менее 30 тысяч моллюсков. По сути, пурпурная краска была самой дорогой в античности. Вот почему пурпурные ткани всегда оставались предметами роскоши.
Так, в Риме во времена правления императора Августа килограмм шерсти, дважды окрашенной в пурпурный цвет, стоил 2 тысячи денариев, а при императоре Диоклетиане в 301 году н. э. его цена поднялась до 50 тысяч денариев. Пурпурный шёлк стоил ещё дороже — 150 тысяч денариев за 1 фунт, или, в пересчёте на современную валюту, 28 тысяч долларов.

Античный пурпур в живописи
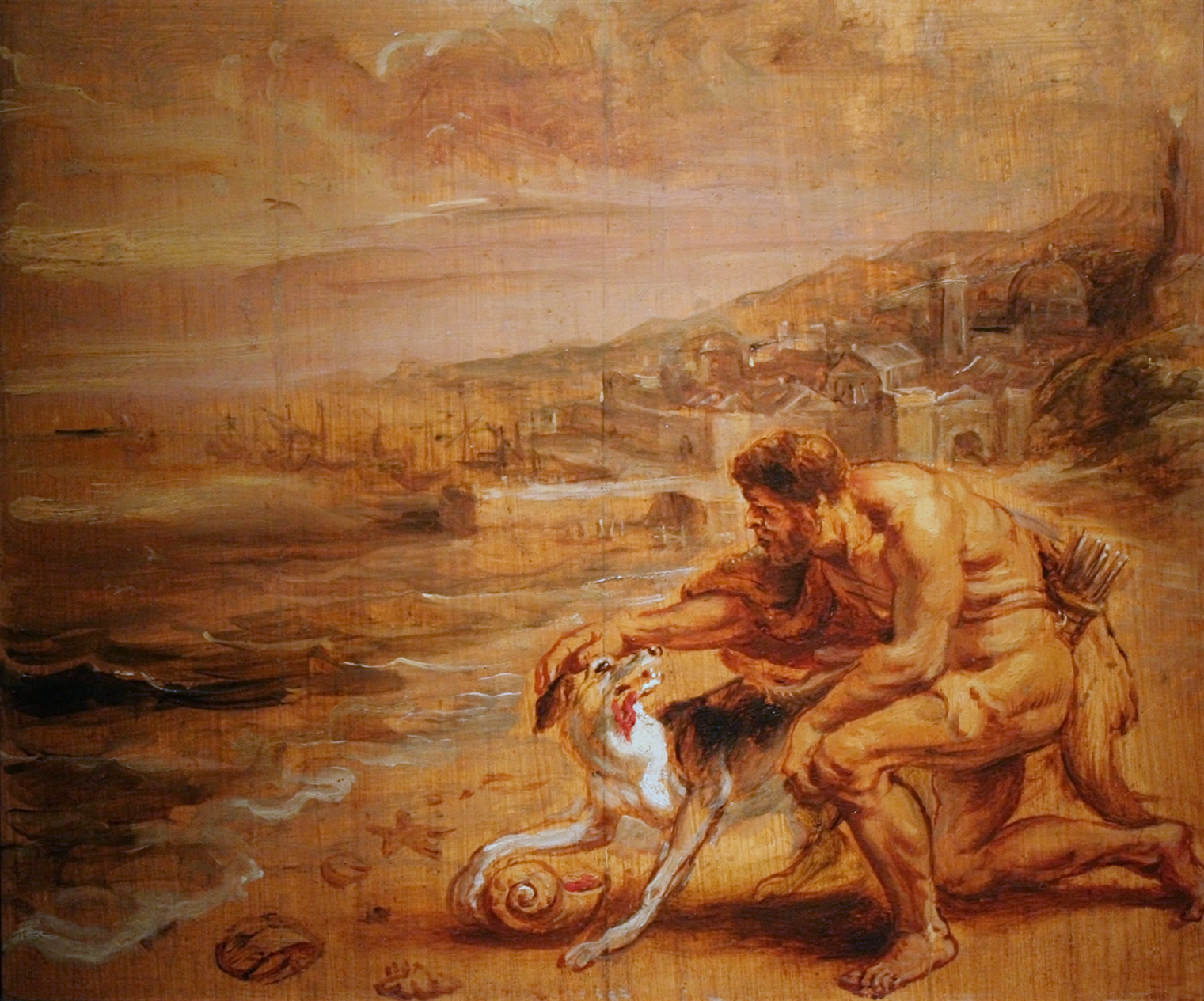
П. П. Рубенс. «Собака Геркулеса, открывающая пурпур»
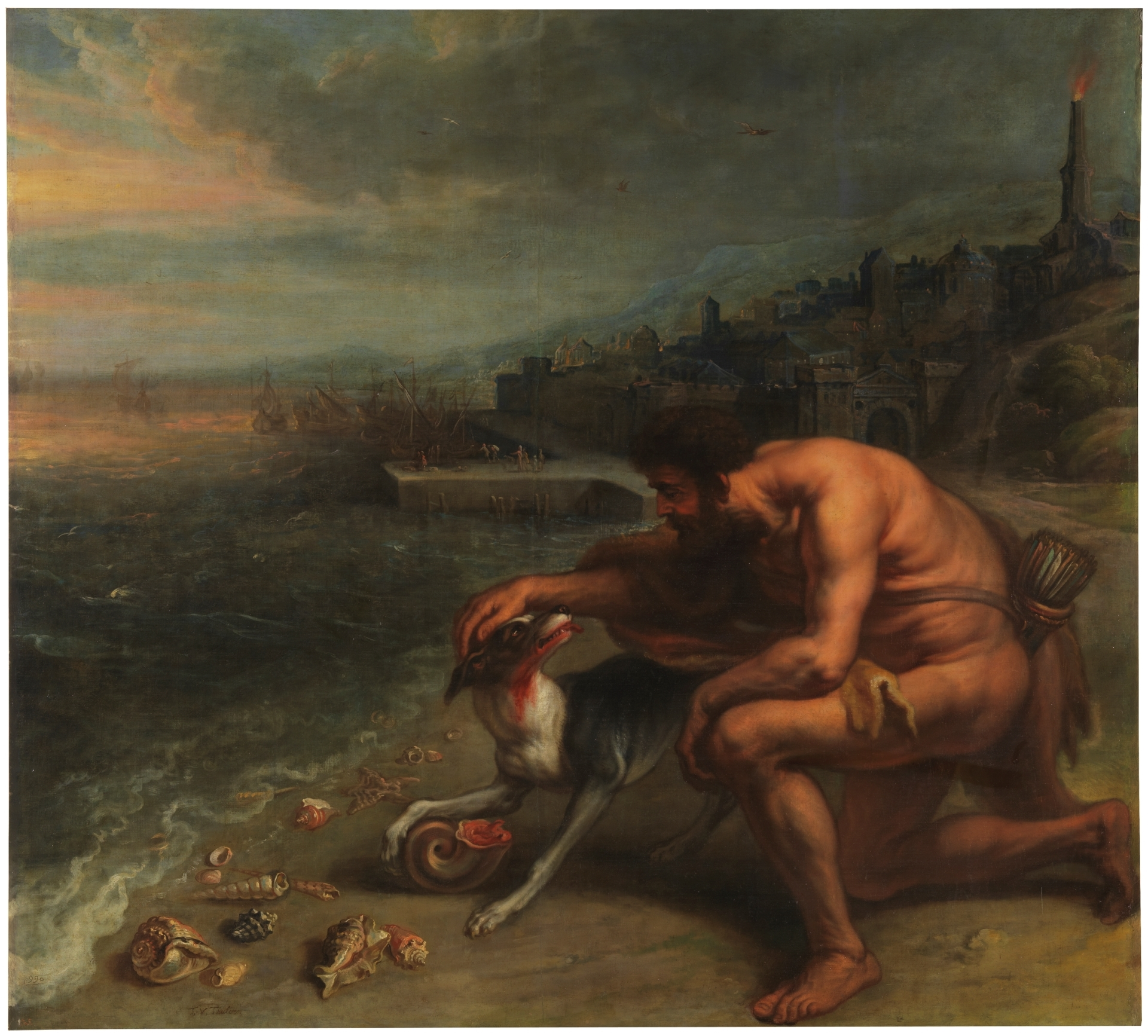
Теодор ван Тюльден. «Открытие пурпура»
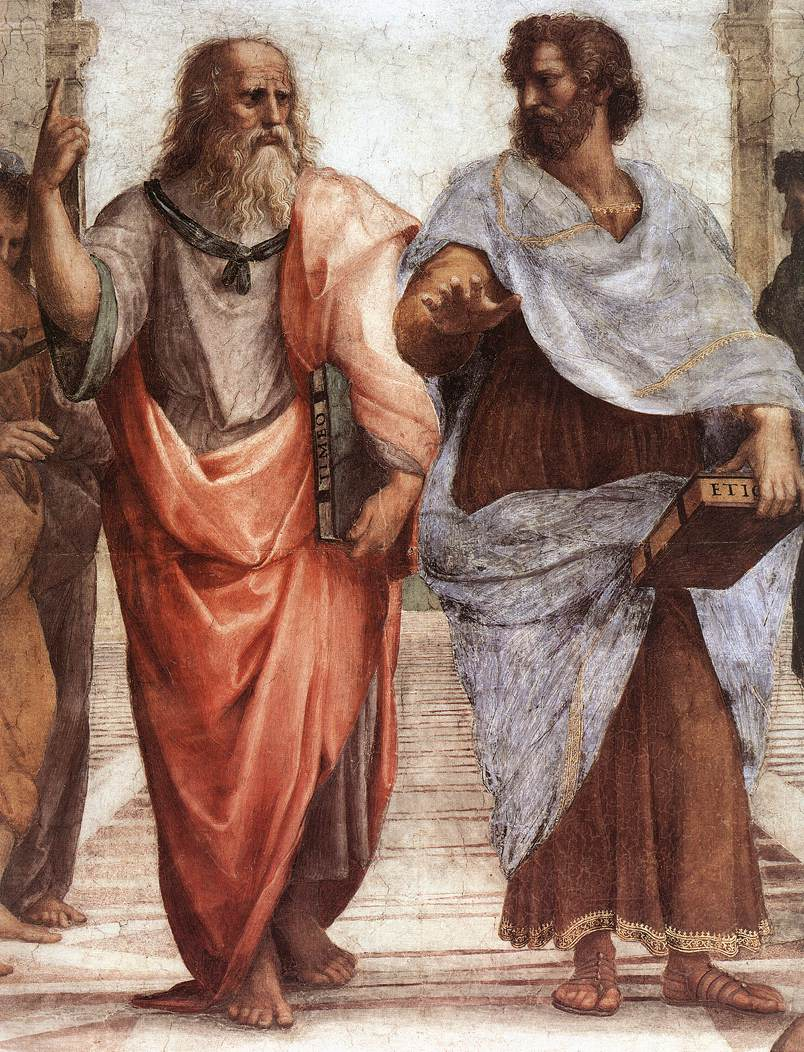
Платон в пурпурной одежде, фрагмент картины Рафаэля «Афинская школа» (цвет картины немного изменился со временем)

## Потеря секрета и восстановление

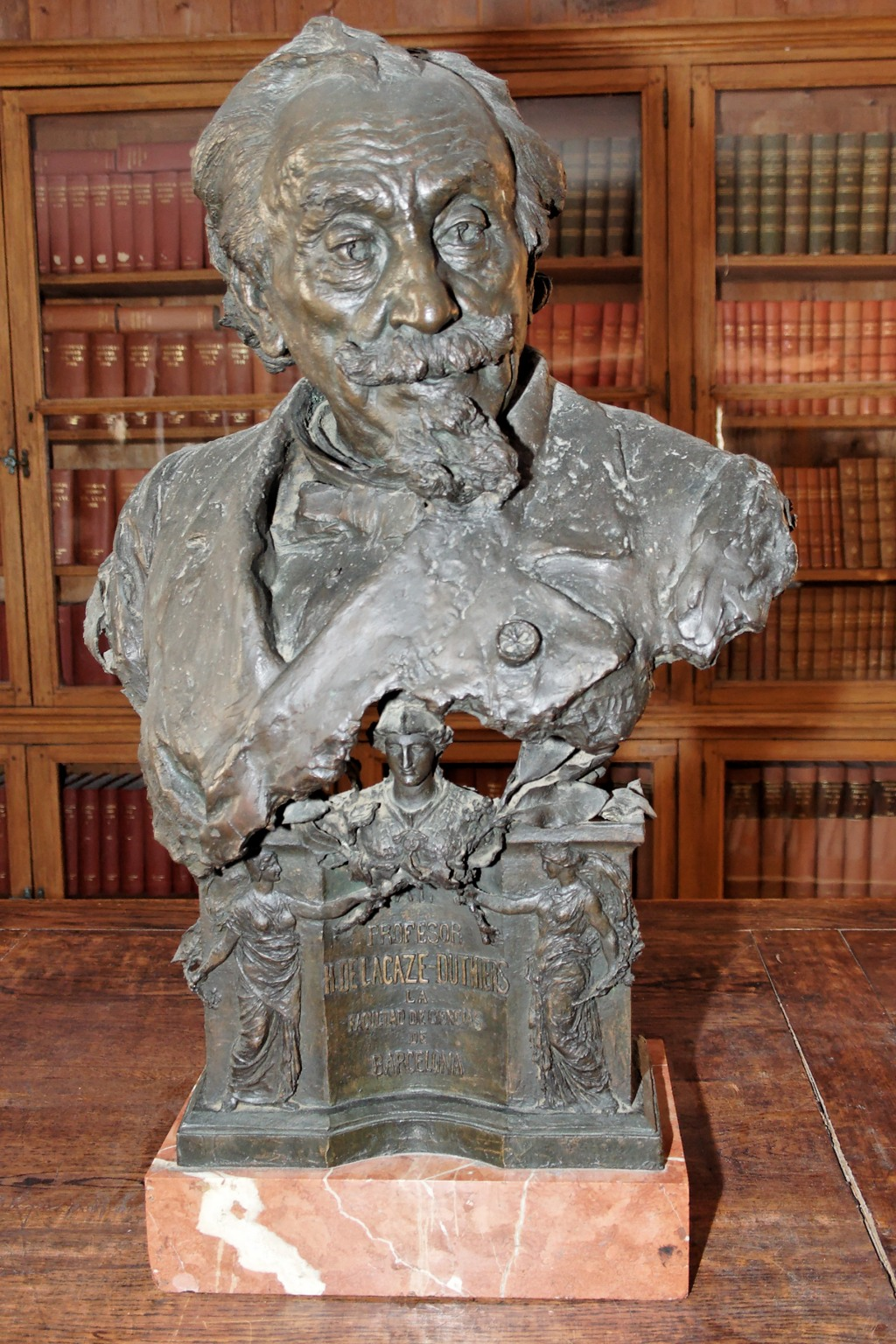
Феликс Жозеф Анри Лаказ-Дютье

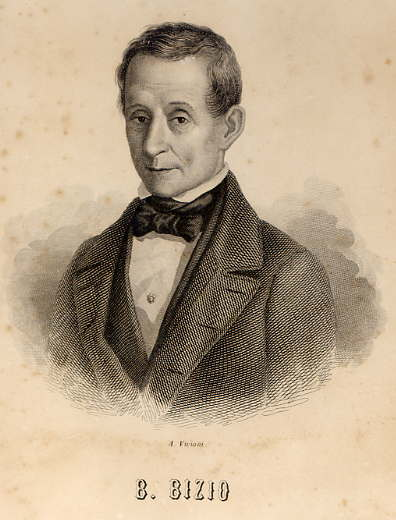

Археологи открыли много следов древних производств красителей из моллюсков, прежде всего в Средиземноморье. Некоторые древние фабрики найдены и в Палестине — там обнаружены крупинки древних красителей, а также раковины, притом рассортированные. Археологические находки включают также окрашенные образцы тканей, иногда с красителем животного происхождения.
Секрет выделки античного пурпура был утрачен при падении Константинополя в 1453 году. Примерно через двести лет после этого произошла серия переоткрытий искусства выработки античного пурпура. Первооткрывателем Нового времени стал, по-видимому, английский натуралист Уильям Коул (William Cole) из Бристоля уже в 1684 году, затем секрет был вновь открыт итальянцем Бартоломео Бизио (1791—1862) из Венеции в 1832 году и французом Феликсом Жозефом Анри Лаказ-Дютье (1821—1901) в 1858 году. Между двумя последними завязалась дискуссия на тему о библейском голубом. Бизио, видимо, получил пурпур из одного вида моллюсков и пурпурно-голубой оттенок из другого и счёл этот второй библейским голубым, в то время как Лаказ-Дютье настаивал, что это получается только пурпур. Некоторые авторы поддерживали Бизио, но господствующими стали взгляды Лаказ-Дутье.
Развитие органической химии сделало возможным сначала синтез растительного индиготина (красящее вещество индиго) Адольфом Байером в 1883 году, затем на рубеже XIX—XX веков сотрудник Байера Пауль Фридлендер сумел синтезировать и выделить пурпур из моллюсков. Знаменитый краситель оказался бромпроизводным индиготина (два атома водорода в индиготине замещены на атомы брома).
К этому моменту уже существовало много синтетических красителей, поэтому крашение пурпуром представляло главным образом исторический интерес. Многие исследователи отмечали влияние разных факторов на оттенок ткани: какой именно моллюск берётся, какого пола, подвергалась ли ткань нагреву и попадал ли в куб сильный солнечный свет. Долгое время крашение выполнялось или из свежего моллюска, или с помощью химикатов, которых не было в древности, например, дитионита натрия. Позднее появились работы, где описывалось химическое восстановление концентрата с помощью самой шерсти, олова и другими материалами, что всё ещё не соответствовало древним описаниям.

Кубовое пурпурное крашение
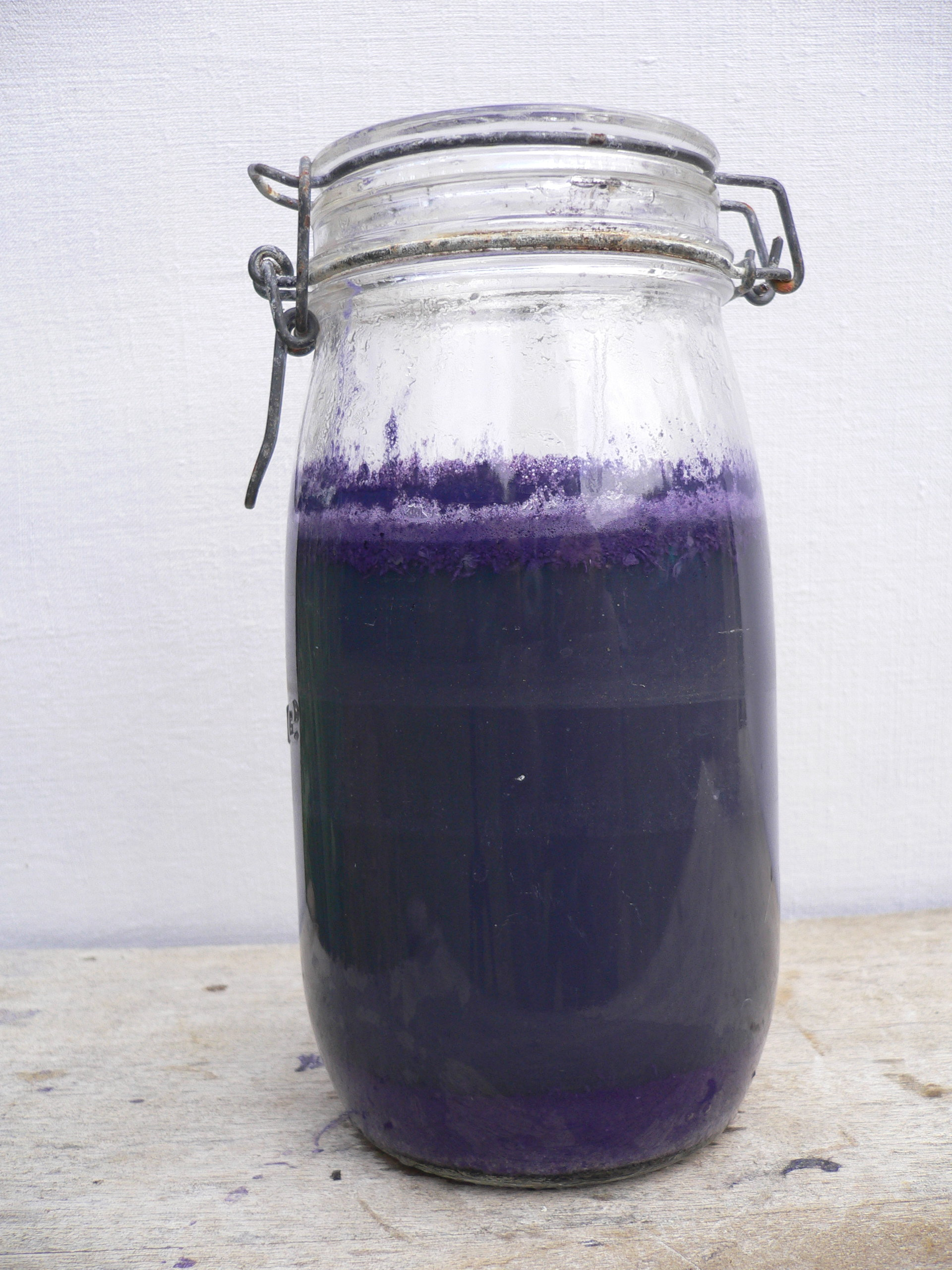
Сосуд для крашения с суспензией экстракта из моллюска обрубленного мурекса (Hexaplex trunculus)
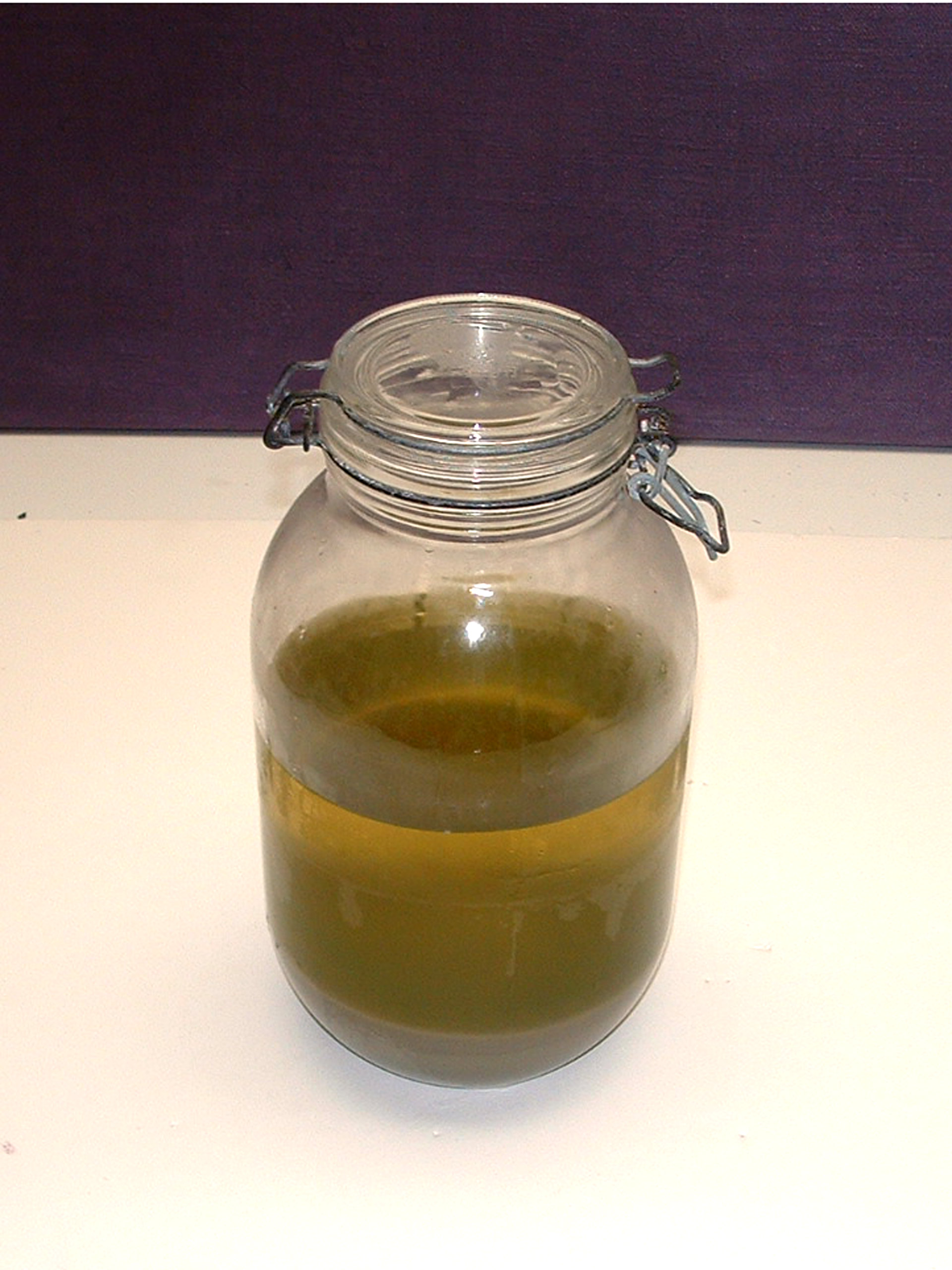
Прозрачный раствор лейкооснования после химического восстановления
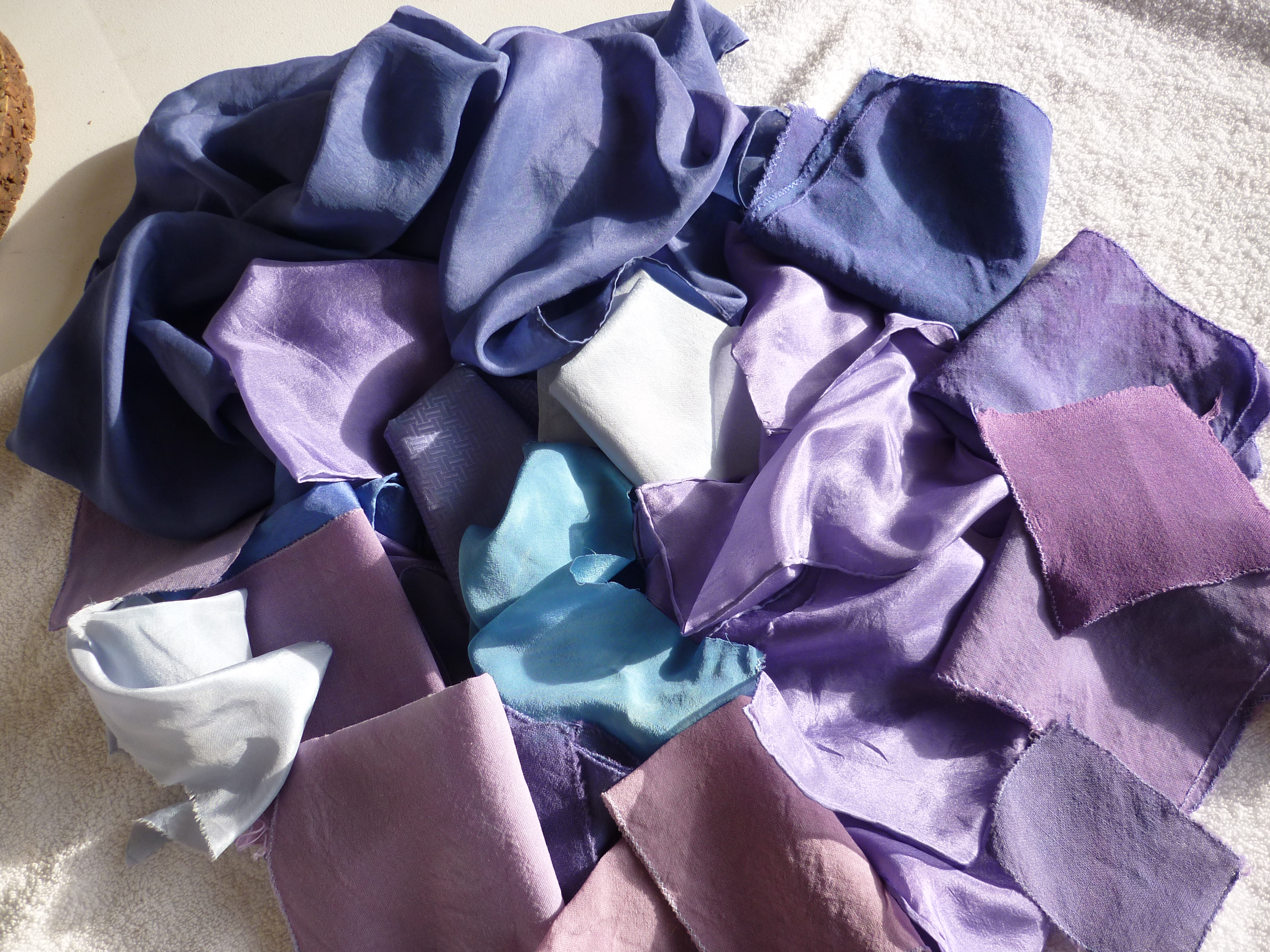
Крашенный пурпуром шёлк
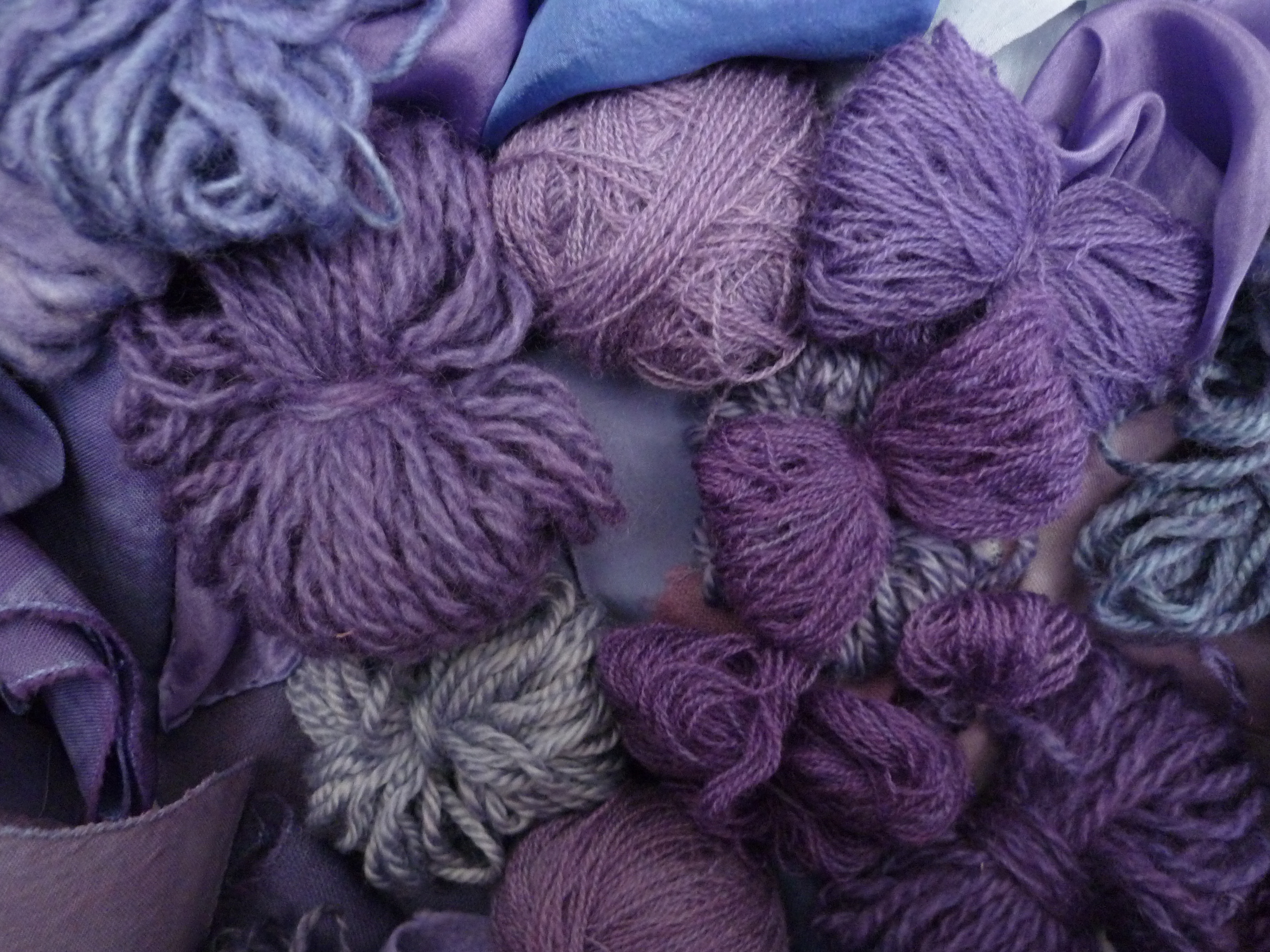
Крашенная пурпуром шерсть
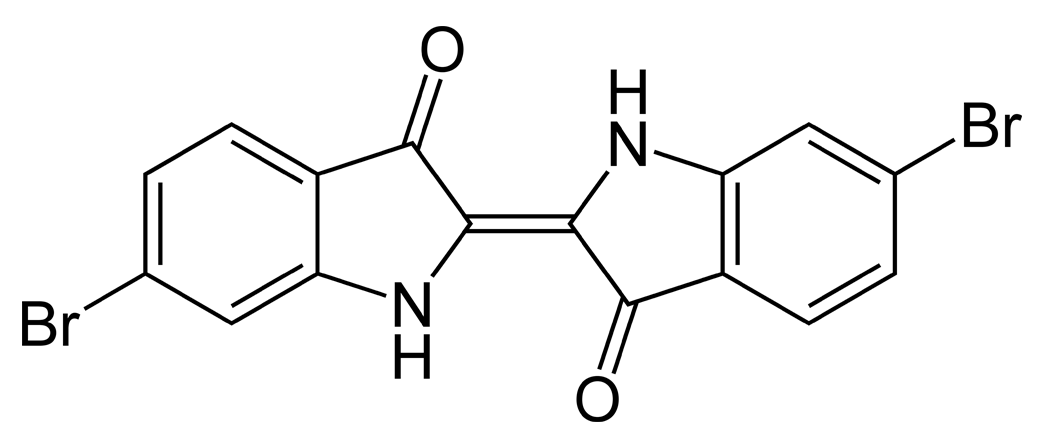
Химическое строение 6,6'-диброминдиготина

Уже в 1990-х годах удалось обнаружить рукопись из Флоренции на тосканском диалекте с более полным описанием древнего процесса крашения индиго, и английский инженер Джон Эдмондс (John Edmonds) сумел первый раз в новое время воспроизвести процесс древнего крашения без применения реагентов, недоступных до наступления нового времени. Сначала был окончательно расшифрован древний процесс крашения из растительного индиго, а затем и животного происхождения. Процесс включал в себя ферментацию мягких тканей моллюсков в течение многих часов в сосуде, закрытом от воздуха, при 50 градусах Цельсия в слабо-щелочной водной среде. В таких условиях развивается анаэробный микроорганизм, видимо, типа клостридий, который производит химическое восстановление нерастворимого пурпурного порошка в растворимое желтоватое лейкооснование. Ткань пропитывают этим основанием и выносят на воздух, под действием кислорода лейкооснование снова переходит в нерастворимый пурпур, прочно связанный с тканью (Кубовое крашение). Эдмондс взял для простоты мякоть обычных доступных моллюсков, не связанных с пурпуром. Несколько позже Цви Корену (Zvi C. Koren) удалось провести крашение с одним мясом багрянок с подщелачиванием. Таким образом, процесс производства и крашения пурпура был полностью восстановлен.

## Галерея

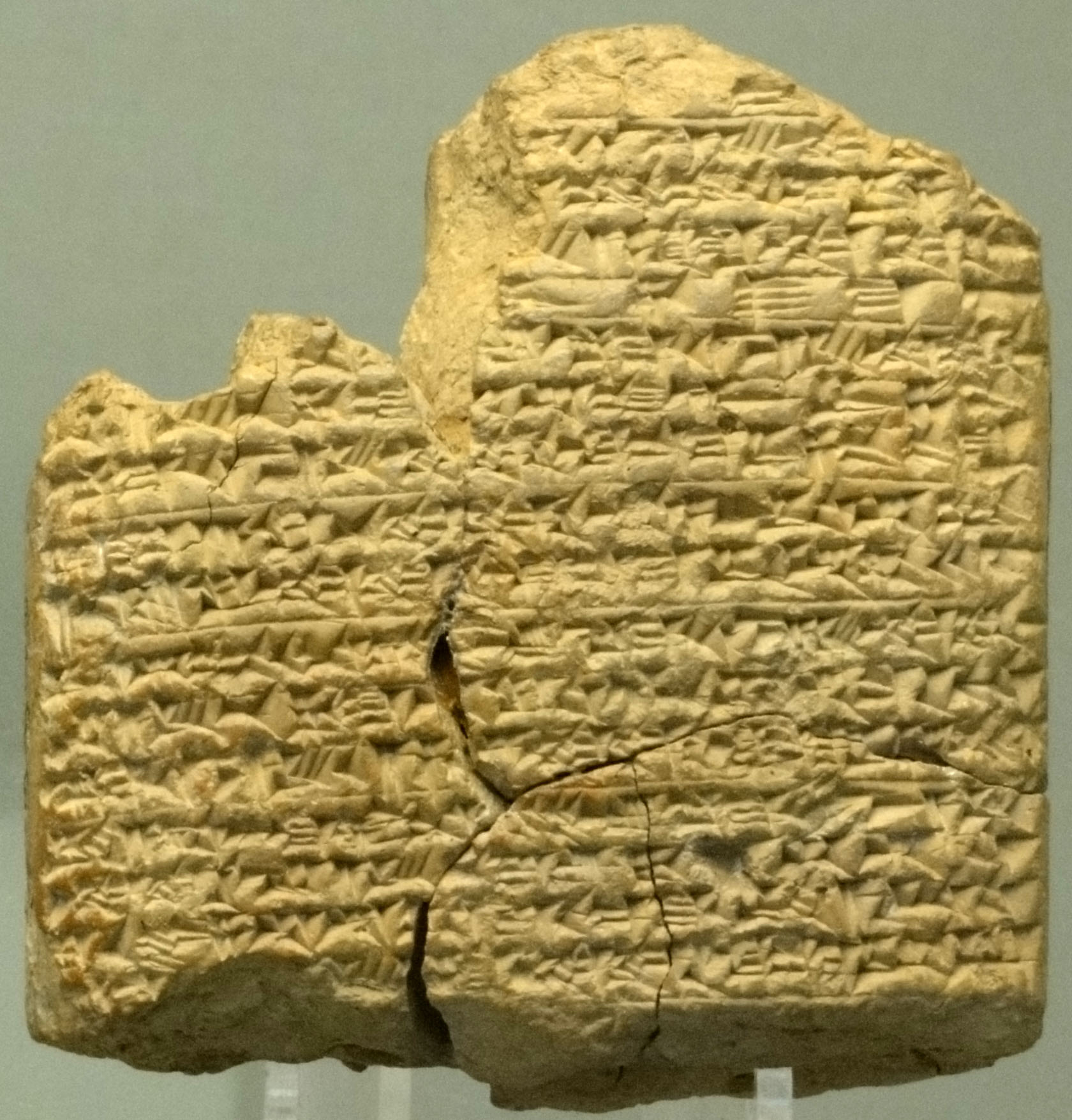
Клинописная табличка, датированная 600–500 гг. до н. э., с инструкциями по окрашиванию шерсти в фиолетовый и синий
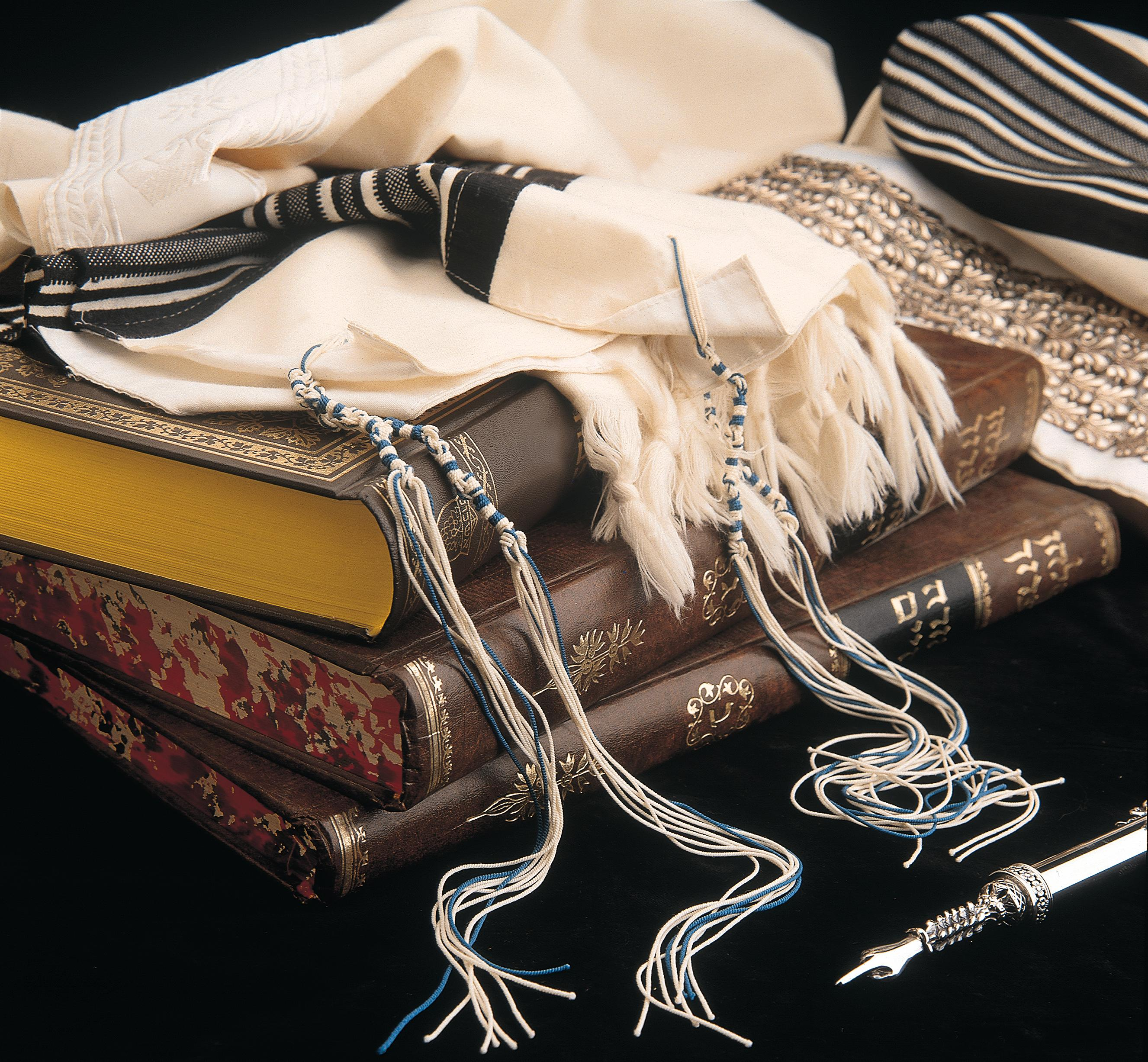
Набор из цицита, четырёх кисточек или «бахромок» с нитками тхелет (пурпурно-синими), изготовленных из красителя на основе Hexaplex trunculus
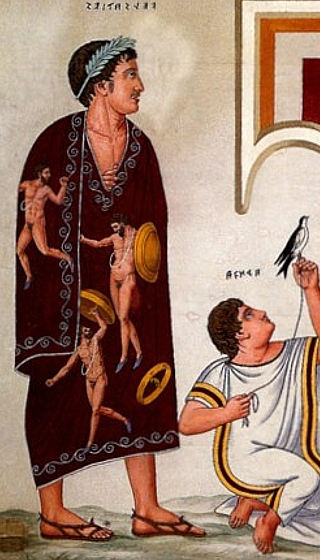
Изображение человека в пурпурной тога пикта из этрусской гробницы (около 350 г. до н. э.).
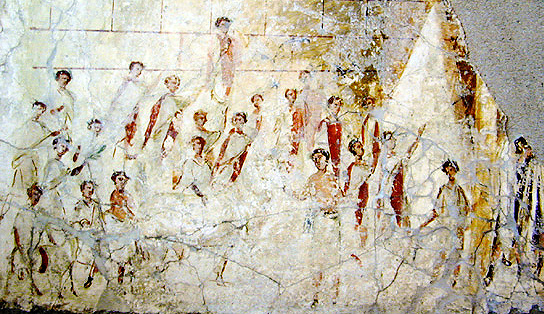
Римские мужчины в togae praetextae с красновато-пурпурными полосами во время религиозной процессии (I век до н. э.)
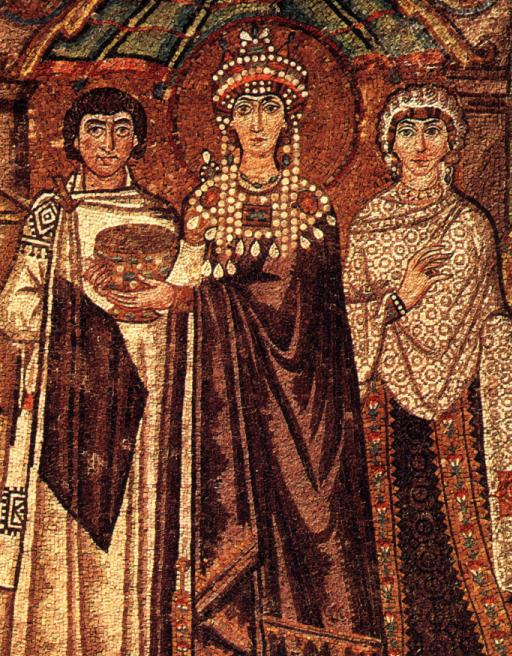
Императрица Феодора, жена императора Юстиниана, одета в пурпур (VI век).
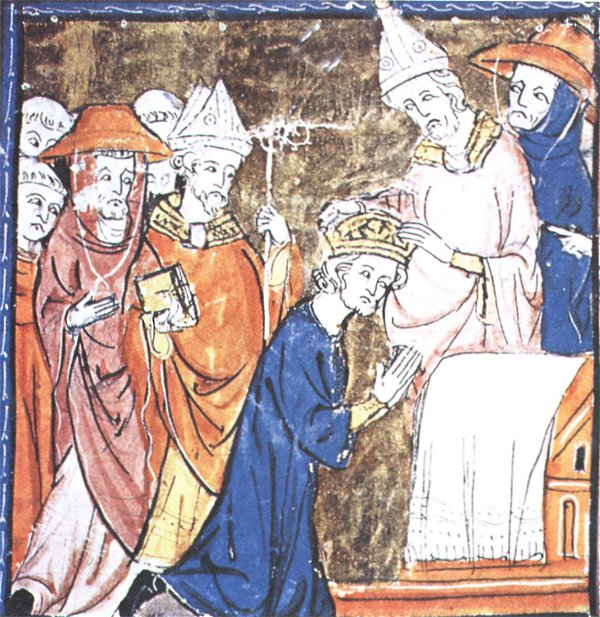
Средневековое изображение коронации императора Карла Великого в 800 году н. э. в королевской синей одежде. Епископы и кардиналы носят пурпур, а Папа — белое
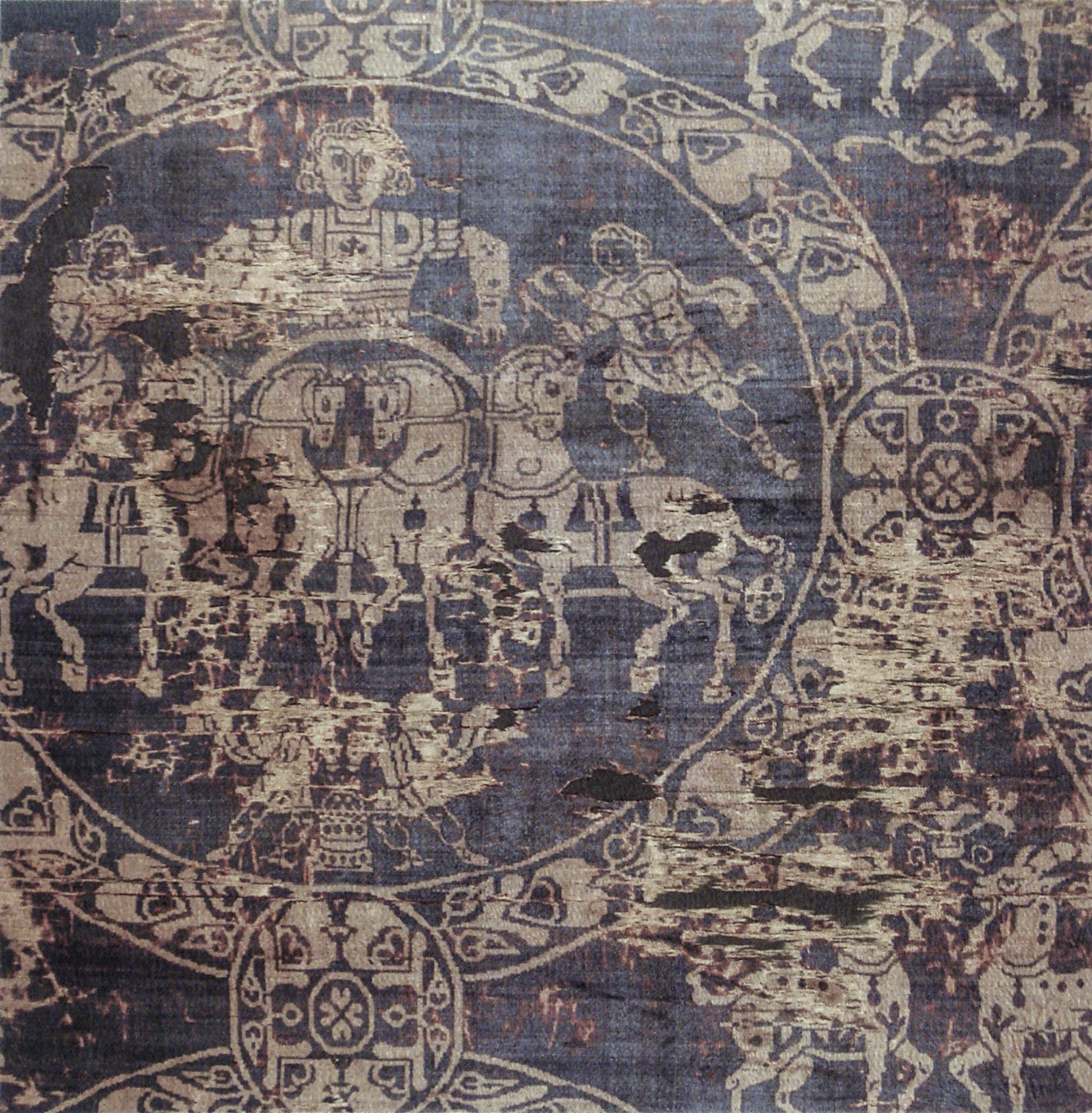
Фрагмент плащаницы, в которой был похоронен император Карл Великий в 814 году нашей эры. Он был сделан из золота и пурпура из Константинополя
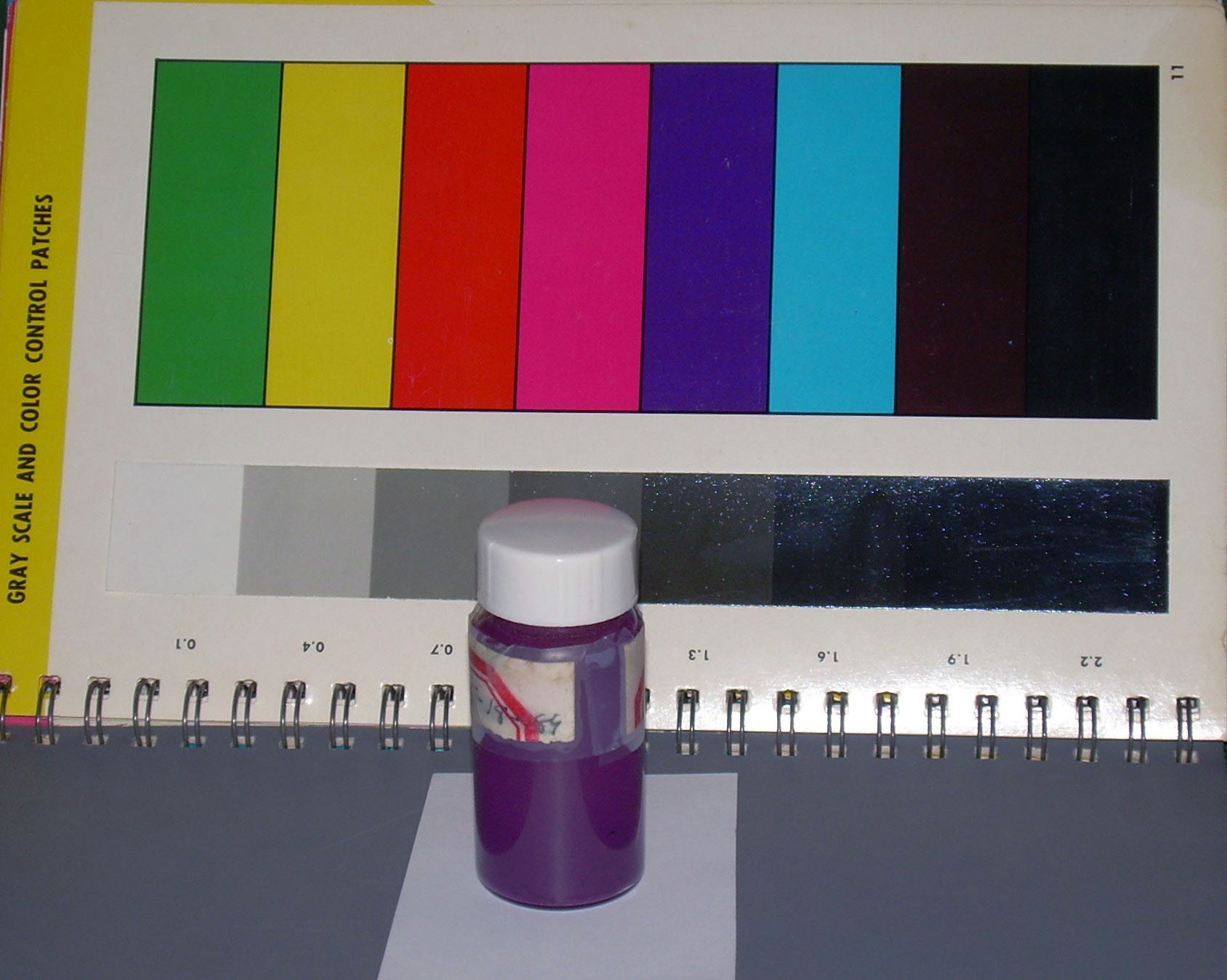
6,6'-диброминдиго, основной компонент пурпура